# 高原腦水腫
高原腦水腫，或稱高山腦水腫、高海拔腦水腫（英語：High-altitude cerebral edema）縮寫：），是一個因為旅行到高海拔地區而造成腦腫脹的一個生理反應。它常出現在患有急性高原症的患者身上，造成方向感混亂、嗜睡、噁心等症狀。它在身體無法適應高空環境時會發生。它是一種血管性水腫，因體液滲透造成的血腦屏障，或是細胞中液體滯留造成的細胞毒性水腫。有此症狀的患者必須及時下降到較低的海拔高度，否則可能會造成昏迷或死亡。患者通常給予氧氣或是地塞米松來減緩病徵，或是利用緩慢增加海拔高度的方式也可以有不錯的效果。除了地塞米松之外，乙醯唑胺也可以用來緩解此病癥。如沒有給予立即的治療，通常會在48小時之內死亡，而那些接受治療的患者往往需要數天甚至數周的時間才能完全恢復。這是一種罕見的疾病，在高於4000米（13000英尺）的人，有不到百分之一的機率發生。在1913年的時候首次被發現，但在20世紀90年代的MRI研究之前，很少人知道此疾病，造成許多登山者在攀爬珠穆朗玛峰時不幸喪命。

## 特徵
高原腦水腫的早期症狀通常與中度至重度的急性高山症（AMS）相符。最初的症狀包括方向感混亂、喪失意識、發燒、失調、畏光、心跳加快、疲倦，和精神狀態不佳等等。患者通常會無視生存的重要性而選擇停止活動，並有嚴重的頭痛導致無法坐立，並有百分之59的機率伴隨視網膜擴張。罕見的症狀包括深層反射消失、視網膜出血、視力模糊、巴賓斯基反射的時間延長和眼肌麻痺。極少數還會發生顏面神經麻痺。
在1996年最暢銷的寫實記錄Into Thin Air: A Personal Account of the Mt. Everest Disaster中，Jon Krakauer描述到高原腦水腫對於一位44歲牙醫Dale Kruse同時也是Scott Fischer團隊的一位成員的影響：
Kruse對於自己穿上衣服感到非常困難，他把登山帶拿出來並繫在登山服上，但卻沒有扣上扣環，很幸運的是，Fisher 和 Neal Beidleman 在他開始垂降之前就注意到了。Beidleman說，“如果他試圖以這樣的繩索垂降，他馬上就會摔落到峰底。”Kruse 回憶道“我就好像喝醉一樣，走路會一直絆倒，而且根本不能思考跟說話。那真是一種奇怪的感覺。我有話要說，但是我無法使我的嘴巴開口。所以 Scott和 Neal 必須幫我穿上並檢查我的護具是否安全，然後Scott再幫我開始垂降。”當Kruse到達營地的時候，他說“我花個三到四天的時間才可以在帳篷間行走而不絆倒。”
高原腦水腫患者通常有較高的白血球數量，但是血液的其他方面卻是正常。這時如果進行脊髓穿刺，則會偵測到腦脊液和細胞計數正常，但卻有較高的壓力。有研究指出，經高原腦水腫患者的CT掃描看出，患者通常具有較小的腦室和低密度的小腦。只有少數的驗屍結果指出死因是出於高原腦水腫；可觀察到腦回的腦白質纖維化和縮小的腦溝。患者間會有差異，也不會導全部因高原腦水腫而死亡。

## 原因和機制
大部分的人都需要適應才能前往高海拔地區，若要排除高原症腦水腫，就必須要維持腦中氧的恆定。主要造成高原腦水腫的原因是缺氧。這發生在人類尚未適應低氧狀態前就前往高海拔區域，而新環境的氧含量和正常環境的氧含量的比率可以用來預測是否會得到高原腦水腫。長時間在氧含量低的環境下，也會造成低二氧化碳血症，這也是造成高原腦水腫的原因之一。這些原因導致腦中充滿液體，並造成嚴重的損害，例如腦腫脹如果不立即治療，則會因脑疝而死亡。
腦腫脹可能是出自於血管性水腫，也就是液體滲透過了血腦屏障，這個過程已經由MRI研究得到證實。缺氧導致細胞外液增加，通過了大腦內的血管內皮細胞，有可能是因為壓力或是發炎而造成內皮細胞的體液洩漏。在MRI的研究發現高原腦水腫的患者通常胼胝體會有微出血，缺氧也可能使微血管通透性增加。據推測，高原腦水腫的主因可能是因為血管內皮生長因子所造成的血管通透性增加。在MRI的掃描中，高原腦水腫的患者在胼胝體中T2含量明顯增高，但是灰質卻不變，這表示血腦屏障的破壞是由於腦血管破裂，而干擾白質的代謝。另一項研究指出高原腦水腫症患者能在幾個月內恢復大腦，也顯示了含鐵黃素在胼胝體中的沉澱，這就是血管通透性上升的證據。
僅管有強烈的證據顯示血管通透性扮演著高原腦水腫的重要角色，細胞毒性水腫、細胞液體累積也非常重要。細胞毒性水腫可能是由缺氧導致的細胞離子泵故障所引起，然後造成細胞內鈉含量以及滲透壓的增加，於是大量的水進入導致的細胞腫脹。在ATPase泵故障後，自由基的生成造成損害導致水腫更為嚴重。對細胞毒性水腫來說，高水平的低血氧症(血液含氧量)是引起這種現象的主要證據。
目前還不知道為何有些人比其他人更容易得到高原腦水腫，一種理論認為大腦的體積變化扮演著重要的關鍵，但是增加的腦水腫體積並不會造成顱頂的衝擊，較大的腦溝可能是由於較緊密的大腦影響。顱內壓的增加及較高的中心靜脈壓及通常是高原腦水腫的晚期結果。
另一個研究指出正常腦血流並不會造成高原腦水腫，交感神經對於高原腦水腫的影響並不清楚，但或許也是原因之一。
又一個理論表示缺氧誘導的氧化氮合成酶可能是造成高原腦水腫的原因。血管舒張是由一氧化氮銲腺苷的釋放所引起的，這又會造成血管通透性的增加，進而引起水腫；又因細胞激素含量偏低而造成高原腦水腫。

## 診斷與預防
通常，高原肺水腫（HAPE）或AMS前的高原腦水腫開始發作。在有AMS的患者，高原腦水腫通常可由嘔吐、對於非類固醇消炎止痛藥無反應的頭痛、幻覺和僵硬來辨別，但在少數情況，AMS變成高原腦水腫過程中不會出現這些症狀。高原腦水腫一定要從這些症狀中區隔出來，包括中風、中毒、精神病、糖尿病、症狀、腦膜炎、或是攝入有毒物質，這些症狀應該是在高海拔區域中第一個被診斷排除的。
高原腦水腫通常也可以藉由在上升高度途中頻繁的休息來預防。一天不能爬升超過1000米（3300英尺），並且建議不要在比前一晚高超過300米（980英尺）的地方睡覺。如果有乙醯唑胺或是地塞米松也可以減少高原腦水腫的風險。通常，乙醯唑胺為首選用藥，但地塞米松可以預防其副作用。有些人比其他人更容易得到高原腦水腫，並且也不能藉由健身來預防，而是無法自行控制的因素例如年齡或性別才對於高原腦水腫有影響。

## 治療與預測
高原腦水腫患者應該被帶到低海拔環境補充氧氣，而快速的降低海拔高度也可以避免死亡發生。越早發現當然是越有幫助的，因為一旦患者發病後必須要他人的協助才可能下降高度；地塞米松也應該預備妥當，雖然它未能緩解全部的症狀，但剩下的症狀仍可利用下降海拔高度來達到效果，同時也可以恢復一些症狀，並且阻止他們在復發。地塞米松對於血管新生的預防可以解釋為什麼它對於高原腦水腫的效果如此佳，並由三個實驗結果顯示大鼠和小鼠的腦對於缺氧時的反應證實了這個說法。
當無法下降海拔高度時，補充氧氣也是可行的辦法，氧濃度必須保持在動脈血氧飽和度的百分之90以上，謹記氧氣在高海拔地區是受限的。
此外，便攜式高壓氧艙（伽莫夫袋）是可以用於臨時治療高原腦水腫的措施之一。這些器具可於7000英尺中使用，但是若停止使用這些器具，症狀往往會恢復，所以便攜式高壓裝置不應該在低海拔或是有較妥善的照顧中使用。	
利尿劑也是有用的，但會對於環境造成風險。西地那非和他達拉非都可以幫助高原腦水腫，但是沒有明確的證據。茶鹼對於症狀也是很有用的。雖然AMS沒有生命危險，但高原腦水腫如果沒有立即治療通常24小時之內會致命；如果不治療，患者會陷入昏迷，甚至死亡。有時候，患者會在兩小時內死亡，也可能存活超過兩天，而致死病例通常都是有症狀後還繼續爬升的患者。
復原時間從幾天到數周都有，但通常都是在數天內復原。在症狀解除後，患者也可以選擇繼續爬升，其中地塞米松可以停止使用，但建議乙醯唑胺繼續使用。一個研究中表示，在高原腦水腫症候約一周到一個月的時間患者可以恢復到正常的CT掃描圖。

## 流行病學
高原腦水腫有百分之0.5到1的機率發生於攀登4000米（13000英尺）至5000米（16000英尺）之間的人，但在某些特例中，有高達百分之30的遠征隊成員有著高原腦水腫症狀。症狀在3000米（9800英尺）以下就很少出現，但是也有在相當於2500米（8250英尺）的高度發生症狀的例子。一般來說在4000米（13000英尺）的高度待上48小時的人就不會有症狀出現。

## 歷史
高原腦水腫症是在1913年由進駐智利的醫護人員首先發現，但卻很少紀錄。後來，高空旅行普及後症狀更為常見，因為民眾開始進入高山，例如喜馬拉雅山脈。一個早期對於高原腦水腫的紀錄在1969年，因為一群印度士兵在很快的上升到6000米（12000英尺）中而患病，但不確定是他們得到的是高原腦水腫或急性減壓症。核磁共振已被用於高海拔對於大腦的影響，提供了對於重撞最好的證據，在1998年核磁共振的研究中，九名登山者有明顯的血管性水腫。
關於高原腦水腫的資料較缺乏是因為它發生在偏遠地區，離醫院很遠而且本來就不常發生。醫生可以在六天之內就研究完受害者的症狀是非常罕見的，{sfn|Schoene|Milledge|Luks|West|2012|p=305}}並且動物的高原腦水腫模型也還沒被研究出來，但人類已經開始注意一些基因，因為它們對於病情的發展可能有作用。
增加教育以及直升機也可以減少症狀帶來的死亡數。高原腦水腫的症狀在爬下聖母峰時已經造成多起死亡，雖然這或許不是他們遭受的唯一問題。高原腦水腫也對於青藏鐵路工人帶來了巨大的威脅。

## 文獻
- Bärtsch, Peter; Swenson, Erik. . The New England Journal of Medicine. 2013, 386 (24): 2294–302. PMID 23758234. doi:10.1056/NEJMcp1214870.
- Imray, Chris; Wright, Alex; Subudhi, Andrew; Roach, Robert. . Progress in Cardiovascular Diseases. 2010, 52 (6): 467–484. PMID 20417340. doi:10.1016/j.pcad.2010.02.003.
- Rosenberg, Gary.  5. Oxford University Press. 2012. ISBN 978-0-19-539427-6.
- Schoene, Robert. . Chest. 2008, 134 (2): 402–16. PMID 18682459. doi:10.1378/chest.07-0561.
- Schoene, Robert; Milledge, James; Luks, Andrew; West, John. . CRC Press. 2012. ISBN 978-1-4441-5432-0.
- Wilson, Mark; Newman, Stanton; Imray, Chris. . Lancet Neurology. 2009, 8 (2): 175–91. PMID 19161909. doi:10.1016/S1474-4422(09)70014-6.